# Alexandr Beliovtsev
Alexandr Guennádievich Beliovtsev –en ruso, Александр Геннадьевич Белёвцев– (Stávropol, 12 de septiembre de 1997) es un deportista ruso que compite en saltos de plataforma.
Ganó dos medallas en el Campeonato Europeo de Natación entre los años 2017 y 2019.

## Palmarés internacional
| Campeonato Europeo | Campeonato Europeo | Campeonato Europeo | Campeonato Europeo     |
| Año                | Lugar              | Medalla            | Prueba                 |
| ------------------ | ------------------ | ------------------ | ---------------------- |
| 2017               | Kiev (Ucrania)     | Medalla de plata   | Plataforma 10 m sincro |
| 2019               | Kiev (Ucrania)     | Medalla de oro     | Plataforma 10 m sincro |